# Явор-Солецький
Явор-Солецький (пол. Jawor Solecki) — село в Польщі, у гміні Сенно Ліпського повіту Мазовецького воєводства.
Населення — 359 осіб (2011).
У 1975-1998 роках село належало до Радомського воєводства.

## Демографія
Демографічна структура станом на 31 березня 2011 року:
|          | Загалом | Допрацездатний вік | Працездатний вік | Постпрацездатний вік |
| -------- | ------- | ------------------ | ---------------- | -------------------- |
| Чоловіки | 184     | 24                 | 135              | 25                   |
| Жінки    | 175     | 32                 | 94               | 49                   |
| Разом    | 359     | 56                 | 229              | 74                   |